# Loivos da Ribeira
Loivos da Ribeira is een plaats (freguesia) in de Portugese gemeente Baião en telt 562 inwoners (2001).